# Hannah Banana
Hannah Banana (с англ. — «Ханна Банана») — пятая серия восьмого сезона мультсериала «Гриффины». Премьерный показ состоялся 8 ноября 2009 года на канале FOX.

## Сюжет
Стьюи узнаёт, что в Куахог прибывает с концертами на три дня его любимая исполнительница Майли Сайрус. Билеты купить уже невозможно, но Брайан, сжалившись над малышом, обещает ему помочь. За несколько часов до начала концерта они прокрадываются через запасный выход за кулисы. Брайан обманывает певицу, что «этот младенец болен раком», поэтому Сайрус благосклонно относится к их вторжению. Ознакомившись с текстом песни Стьюи, Сайрус признаёт её удачной, и соглашается исполнить её перед зрителями вместе с малышом.
Вскоре Брайан со Стьюи обнаруживают, что Сайрус — андроид.
Тем временем Крис решает доказать домочадцам, что Злобная Обезьяна действительно живёт в его шкафу, для чего он устанавливает в своей комнате видеокамеру скрытого наблюдения, а потом и вовсе ловит её сетью. Пойманная Обезьяна готова объясниться с членами семьи: оказывается, девять лет назад он потерял жену, работу и дом, поэтому «временно живёт в шкафу Криса, пока не встанет на ноги». Все проникаются к нему жалостью и состраданием, кроме самого́ Криса. Однако вскоре Злая Обезьяна становится Крису ближе, чем родной отец, и у Питера с Крисом начинается противостояние.
Мстительный Питер притворяется Крисом в его школе и изображает из себя гомосексуалиста. В ответ Крис устраивает отцу смертельные «подставы» дома. Но потом когда вышедшая из строя Сайрус, похищает Злую Обезьяну, Питер и Крис мирятся чтобы исправить ситуацию.

## Создание
Автор сценария: Черри Чеваправатдумронг
Режиссёр: Джон Холмквист
Композитор: Уолтер Мёрфи
Приглашённые знаменитости: Кэндэйс Мэри (в роли Майли Сайрус из сериала «Ханна Монтана») и Дэнни Смит (в роли Злобной Обезьяны)
Премьеру эпизода посмотрели 7 730 000 зрителей; 4 % американских семей; 9 % телевизоров США в момент премьеры были переключены на канал FOX.